# Isolda albula
Isolda albula är en ringmaskart som beskrevs av Mohammad 1971. Isolda albula ingår i släktet Isolda och familjen Ampharetidae. Inga underarter finns listade i Catalogue of Life.